# Josh Webster

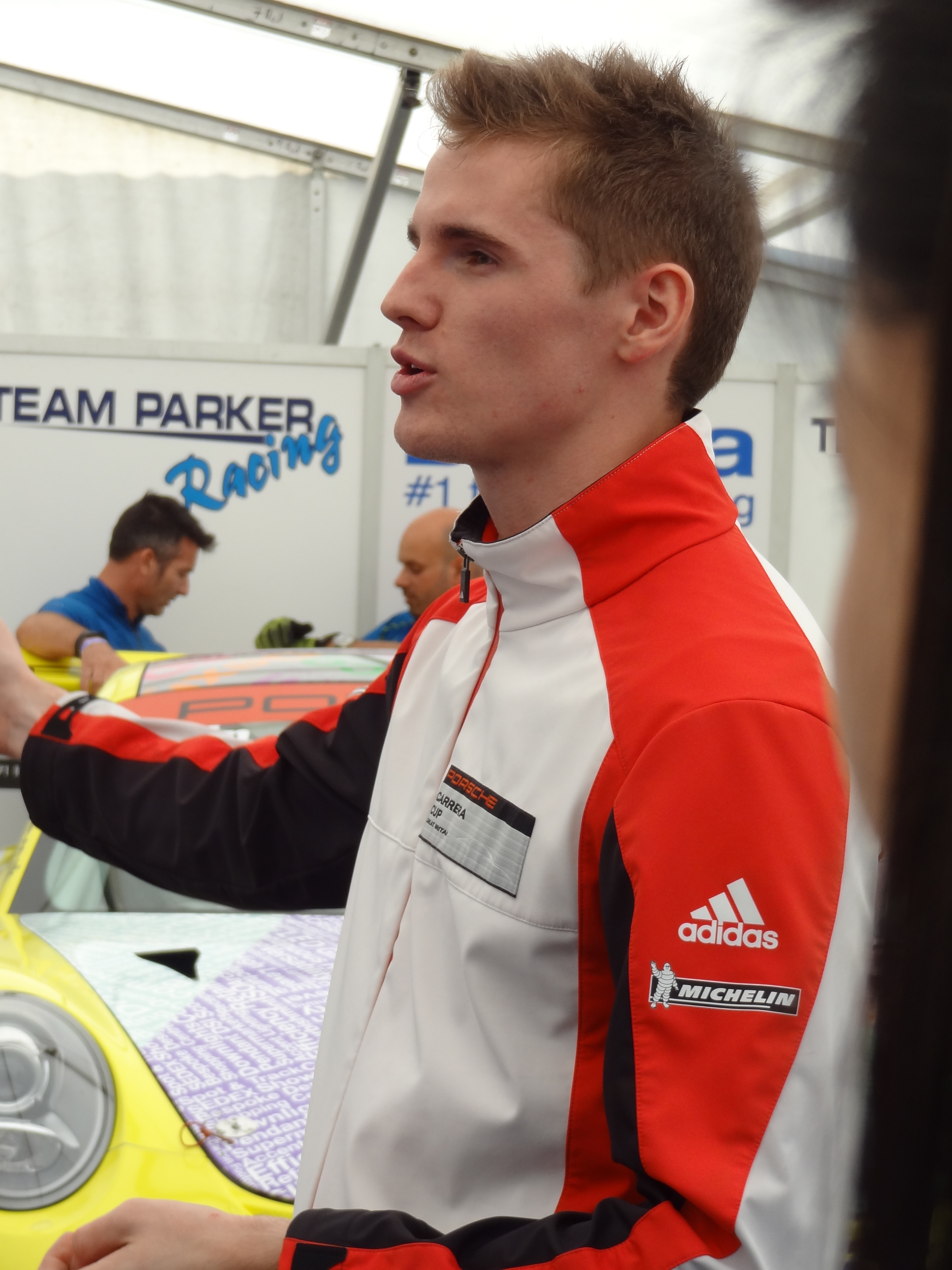
Josh Webster in 2015

Josh Webster (Chelmsford, 6 februari 1994) is een Brits autocoureur.

## Carrière
In 2008 en 2009 was Webster actief in het karting, waarna hij in 2010 de overstap maakte naar het formuleracing. Hij nam hier deel aan de Formule Renault 2.0 in de Formule Renault BARC voor het team Fortec Motorsport. Hij eindigde hier als vierde in het kampioenschap met vier podiumplaatsen en 251 punten.
In 2011 bleef Webster in de Formule Renault BARC rijden voor Fortec. Hij wist zijn positie in het kampioenschap te verbeteren naar een tweede plaats, waarbij hij drie overwinningen en 286 punten behaalde, slechts negen punten minder dan kampioen Dino Zamparelli.
In 2012 reed Webster een derde seizoen in de Formule Renault BARC, maar hij stapte over naar het team MGR Motorsport. Opnieuw eindigde hij als tweede in het kampioenschap, nu met vijf overwinningen en 335 punten, waarmee hij 33 punten achter Scott Malvern eindigde. Dat jaar nam hij ook deel aan de Masters of Formula 3 voor het team T-Sport, waar hij als zestiende eindigde.
Webster nam in 2013 deel aan de GP3 Series voor het team Status Grand Prix.